# Puccinellia bruggemannii
Puccinellia bruggemannii — багаторічна трав'яниста рослина родини Тонконогові (Poaceae), поширена в арктичних областях Північної Америки.

## Опис
Утворює грудки. Стебла довжиною 50–110 см. Лігули 1–1.8 мм. Листові пластини плоскі, довжиною 2–4 см, шириною 1 мм, жорсткі, верхівка різко гостра. Суцвіття — волоть. Волоть лінійна, 1.5–2.3 см довжиною. Початкові гілки волоті несуть 1–2 родючих колосків на кожній нижній гілці. Колосочки поодинокі, родючі — з квітконіжками. Родючі колоски містять 3-4 родючих квіточок зі зменшеними квітками на вершині. Колоски довгасті; з боків стиснуті, довжиною 4–6 мм; розпадаються при зрілості. Колоскові луски стійкі, неподібні, коротші, ніж колосок. Нижня колоскова луска довгаста, довжиною 1.4–1.7 мм; 0.66–0.75 від довжини верхньої колоскової луски, без кіля, 1-жильна, верхівка ціла чи зубчаста й гостра. Верхня колоскова луска овальна, довжиною 2–2.5 мм, 0.8–0.9 від довжини прилеглої леми, без кіля, 3-жильна. Родюча лема яйцеподібна; довжиною 2.2–3.5 мм, без кіля, 5-жильна, верхівка зубчаста й тупа. Палея (верхня квіткова луска) одної довжини з лемою, 2-жильна. Пиляків 3, 0.6–0.8 мм завдовжки. 2n= 28 (4x).

## Поширення
Північна Америка: Ґренландія, пн. Канада.